# Rue de la République (Toulouse)
Pour les articles homonymes, voir Rue de la République.
La rue de la République (en occitan : carrièra de la Republica) est une voie de Toulouse, chef-lieu de la région Occitanie, dans le Midi de la France.

## Situation et accès

### Description
La rue de la République est une voie publique. Elle traverse le quartier Saint-Cyprien, dans le secteur 2 - Rive gauche.
Elle naît dans le prolongement du Pont-Neuf, au croisement de la place Charles-Laganne et de la rue Charles-Viguerie. La première partie de la rue, jusqu'à la place Hippolyte-Olivier, longue de 138 mètres, est d'une largeur très régulière, de 14 mètres. Elle est traversée par la rue Courte. La deuxième partie de la rue, jusqu'à la place intérieure Saint-Cyprien, est longue de 148 mètres. Elle reçoit, au sud, la rue Benoît-Arzac.
La chaussée compte une voie de circulation automobile à sens unique, depuis le Pont-Neuf vers la place intérieure Saint-Cyprien. Elle appartient à une zone de rencontre et la vitesse y est limitée à 20 km/h. Il existe une double bande cyclable, du côté gauche, dans les deux sens de circulation.

### Voies rencontrées
La rue de la République rencontre les voies suivantes, dans l'ordre des numéros croissants (« g » indique que la rue se situe à gauche, « d » à droite) :
1. Place Charles-Laganne (g)
2. Rue Charles-Viguerie (d)
3. Rue Courte (d)
4. Rue du Chapeau-Rouge (d)
5. Place Hippolyte-Olivier
6. Rue Réclusane (d)
7. Rue Benoît-Arzac (g)
8. Place intérieure Saint-Cyprien

### Transports
La rue de la République est parcourue et desservie, sur toute sa longueur, par la navette Ville. Sur la place intérieure Saint-Cyprien, tout proche, se trouve également la station Saint-Cyprien – République, sur la ligne  du métro, et au-delà, le long des allées Charles-de-Fitte, les arrêts des lignes de bus 13144566.
Il existe plusieurs stations de vélos en libre-service VélôToulouse le long de la rue de la République et des voies les plus proches : les stations no 75 (12 place Charles-Laganne), no 76 (34 rue de la République), no 77 (2 place intérieure Saint-Cyprien) et no 78 (14 place intérieure Saint-Cyprien).

## Odonymie
Lorsque la rue est percée, dans la première moitié du XVIIe siècle, elle portait le nom de rue du Chayredon (ou Chairedon), comme la place à laquelle elle aboutissait (actuelle place Hippolyte-Olivier). L'origine de ce nom est obscure : d'après Guillaume Catel, historien toulousain du XVIIe siècle, elle viendrait de ce qu'une maison voisine avait une cave ronde (chai redond en occitan). En 1779, le prolongement de la rue vers l'ouest, où on aménage la nouvelle place Saint-Cyprien et la porte du même nom, prend naturellement le nom de rue Neuve-Saint-Cyprien,.
En 1788, les deux rues du Chayredon et Neuve-Saint-Cyprien sont renommées en l'honneur d'Étienne-Charles de Loménie de Brienne,, archevêque de Toulouse entre 1763 et 1788. Dans cette ville, il avait entrepris d'importants travaux publics, comme l'aménagement des quais de la Garonne, le percement d'un nouveau canal, et il avait également cherché à réformer l'Église du diocèse, comme lorsqu'il supprima la maison de l'Inquisition. Proche des philosophes des Lumières et des Encyclopédistes, il s'intéresse à la situation sociale du pays. En 1787, il est nommé contrôleur général des finances en 1787 et forme le projet d'une contribution directe sur tous les revenus. Il doit finalement renoncer à son projet et démissionner. Ayant prêté serment à la constitution civile du clergé en 1790, il devient évêque constitutionnel de l'Yonne en 1791.
En avril 1794, pendant la Révolution française, la municipalité décide d'attribuer à la rue le nom de rue de la République. Mais en 1806, lorsque la municipalité toulousaine décide de revoir complètement le nom de toutes les rues de la ville, elle devient simplement la grande-rue Saint-Cyprien. Elle conserve ce nom jusqu'en 1830, date à laquelle elle est devient la rue Bonaparte, en l'honneur de Napoléon Bonaparte. Elle change à nouveau de nom pour prendre son nom actuel après la chute du Second Empire, après la défaite de Sedan et la proclamation de la Troisième République. Entre 1874 et 1879, la municipalité royaliste du vicomte François Toussaint lui attribue le nom de rue de Bayonne, mais ce dernier changement ne subsiste pas,.

## Histoire

### Moyen Âge et période moderne
Au Moyen Âge, le quartier de la rue de la République appartient au capitoulat de la Daurade, mais la rue actuelle n'existe pas. C'est la grande-rue Saint-Cyprien (actuelle rue Réclusane) qui fait office de rue principale du faubourg Saint-Cyprien, puisqu'elle relie le pont de la Daurade, qui permet de franchir la Garonne, à l'est, et la porte de l'Isle, d'où partent les routes de la Gascogne, à l'ouest.
En 1632, après un siècle de travaux, le Pont-Neuf est inauguré. Tandis que, sur la rive droite, on aménage la place du Pont-Neuf, on décide de percer sur la rive gauche une nouvelle rue, dans l'axe du Pont-Neuf, qui relie facilement le pont à la grande-rue Saint-Cyprien, qu'elle rejoint au niveau de la place du Chayredon (actuelle place Hippolyte-Olivier), et de là à la porte de l'Isle. Le plan d'aménagement porte la largeur de la nouvelle rue à 14 mètres. Les premiers immeubles sont élevés à la fin du XVIIe siècle (actuels no 23) et se poursuivent au XVIIIe siècle (actuels no 1-5, 9-21, 25 ; 2-6, 10-14, 38-40).
Dans les années 1770, les projets d'aménagement se multiplient à Toulouse. L'ingénieur Joseph-Marie de Saget, directeur des travaux publics de la sénéchaussée de Toulouse, qui a réalisé le canal de Brienne et les quais de la Garonne, est chargé d'un projet pour le prolongement de la rue Chayredon et l'aménagement d'une place et d'une nouvelle porte monumentale. Si la nouvelle place Saint-Cyprien ne sont pas achevés à la mort de Joseph-Marie de Saget, les immeubles construits obéissent au plan d'aménagement qu'il a dessiné (actuels no 31 et 72 ; 20-22). Les travaux de percement de la rue Neuve-Saint-Cyprien, entre la place du Chayredon et la place intérieure Saint-Cyprien, commencent en 1779 et se poursuivent jusqu'en 1787. Les premiers immeubles, d'une architecture néo-classique de transition entre les styles Louis XVI et Empire, sont construits entre la fin du XVIIIe siècle et les premières décennies du XIXe siècle (actuels no 31, 35, 45-53 ; 18, 44, 54-58, 64-70).

### Époque contemporaine
Au XIXe siècle, les constructions se poursuivent (actuels no 7, 29, 37, 41-43, 55-57 ; 8, 24-32, 50-52, 62). Mais dans la nuit du 23 au 24 juin 1875, le faubourg Saint-Cyprien est submergé par l'inondation de la Garonne. La catastrophe fait dans le quartier plus de 200 morts et occasionne des dégâts matériels importants, particulièrement des immeubles qui sont détruits (anciens no 27 ; 16, 46-48). En 1875, la rue Benoît-Arzac est tracée entre la rue de la République et la rue des Teinturiers (actuels no 58 bis et 60).

## Patrimoine et lieux d'intérêt

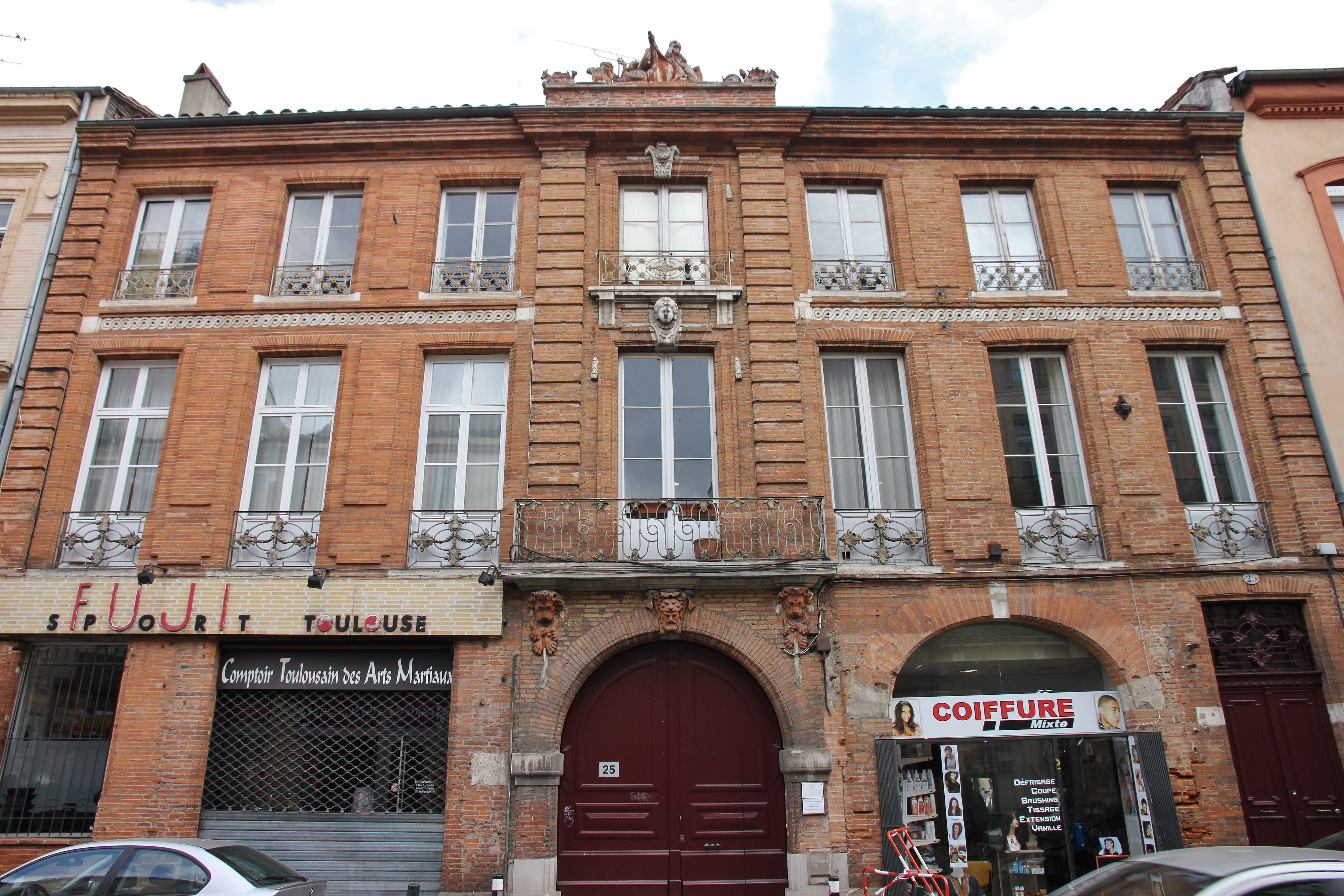
no 25 : façade de l'hôtel particulier.

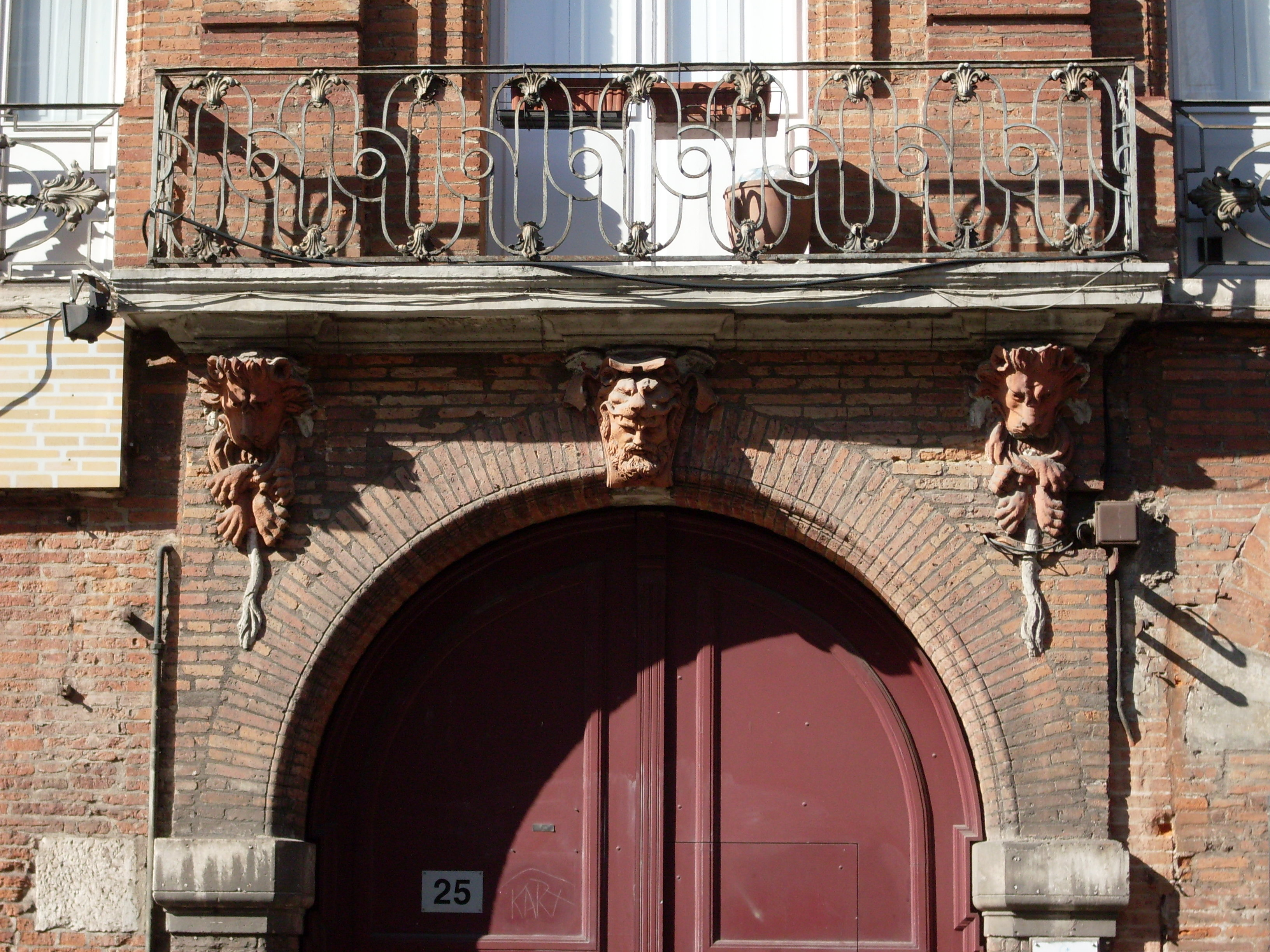
no 25 : détail de la travée centrale.

- no  25 : hôtel particulier. 
Un hôtel particulier, de style classique, est construit dans la deuxième moitié du XVIIIe siècle. Il est en partie reconstruit, dans le même style, après l'inondation de 1875, sur les plans de l'architecte Dutour, pour le compte de M. Roumingas. Elle reçoit un décor en terre cuite, probablement de la fabrique Virebent. En 1979, les propriétaires reçoivent la médaille du Vieux-Toulouse pour la qualité de sa restauration. 
La façade sur la rue de la République, qui se développe sur sept travées et s'élève sur deux étages décroissants, ne manque pas de monumentalité. Au rez-de-chaussée, la porte cochère est encadrée de deux larges ouvertures de boutique – seule celle de droite a conservé sa voûte en anse de panier – et deux plus étroites. La porte cochère, en plein cintre, est mise en valeur par une agrafe sculptée d'une tête d'Hercule en terre cuite. À droite, la porte piétonne, rectangulaire, a conservé une imposte en fer forgé. Aux étages, la façade est encadrée de pilastres colossaux à bossages et chapiteaux doriques. Les fenêtres sont rectangulaires et séparées par des motifs de tables. Elles ont également des garde-corps en fer forgé aux motifs géométriques et végétaux variés. La travée centrale, qui forme un avant-corps en légère saillie, est délimitée par des pilastres colossaux à bossages et chapiteaux doriques. Au 1er étage, la haute fenêtre ouvre sur un balcon en pierre, soutenu de consoles en terre cuite figurant des dépouilles de lion. L'agrafe en pierre porte un mascaron, représentant une tête de femme. Au 2e étage, la fenêtre possède également une agrafe en pierre portant des feuillages. L'élévation est couronnée d'une large corniche moulurée. À l'amortissement de la travée centrale, sur un attique maçonné, se trouve un groupe sculpté en terre cuite représentant Neptune et Amphitrite assis sur la proue d'un navire[9] : il s'agit d'une copie, l'original ayant été déposé en 1987 au musée des Augustins[10].

- no  46 : immeuble Jouclar. 
L'immeuble est reconstruit en 1875 pour M. Jouclar, après la crue de la Garonne. La façade sur rue est construite en brique claire. Elle est animée par les cordons horizontaux, le balcon continu et les pilastres. Le rez-de-chaussée et l'entresol sont ornés de bossages. Au 1er étage, le balcon est soutenu par des consoles sculptées. Il est également orné d'un garde-corps en fonte décoré de mufles de lion, de guirlandes et de motifs géométriques et végétaux. L'élévation est surmontée d'une corniche à denticules et d'un bandeau d'attique[11].

## Personnalité
- Gaston Virebent (1837-1925) : graveur et céramiste, fils de l'architecte Auguste Virebent et petit-fils de l'architecte Jacques-Pascal Virebent, il vécut à partir de 1896 dans l'hôtel particulier du no 25, qui est parfois surnommé l'hôtel Virebent[12].